# Нарсес
Нарсе́с (греч. Ναρσής, грабар Ներսէս, встречается также написание Нарзес, Нерсес; 478—573) — полководец и влиятельный придворный Восточной Римской империи армянского происхождения при императоре Юстиниане I. Наряду с Велизарием стал одним из первых великих полководцев раннего Средневековья. До военной карьеры поочерёдно занимал посты надзирателя над архивами, комита священных щедрот (казначея), препозита священного дворца (что фактически равнялось первому советнику императора), также нередко исполнял роль личного эмиссара императора в важных внешнеполитических делах. В возрасте 74-х лет возглавил кампанию против остготов, которая окончилась блистательной победой византийцев. Считался любимцем Юстиниана и Феодоры.

## Происхождение
Нарсес, по происхождению армянин, родился предположительно в 478 году на территории Армении, входившей тогда в состав Сасанидской Персии.
О ранних годах его жизни практически ничего не известно. Неизвестно и то, когда он прибыл в Константинополь и когда стал евнухом. С точностью лишь можно утверждать то, что сперва он был невольником, и, попав во дворец, чуть позже стал начальником телохранителей-евнухов.
Некоторые источники ошибочно отождествляют Нарсеса-евнуха с его тёзкой Нарсесом Камсараканом, таким образом, полководцу неверно приписывают родство с этим княжеским родом, к которому он отношения не имел.
По свидетельству Агафия Миринейского, он не был обучен литературе и ораторскому искусству, однако благодаря тяге к знаниям и самообразованию сумел стать человеком весьма образованным, что способствовало его продвижению. Агафий описывает его как человека сильного, честного, трудолюбивого, целеустремлённого, бескорыстного и набожного. Немаловажно и то, что Прокопий, известный своим негативным отношением к придворным Юстиниана, ни разу не отзывается о Нарсесе дурно, называя его человеком острого ума и чересчур энергичным и сильным для евнуха.
Историк Евагрий Схоластик пишет, что он особо чтил Пресвятую Деву Марию и все свои победы приписывал Её милости. За годы службы во дворце Нарсес спонсировал постройки многих приютов для нищих, а также построил несколько церквей.

## Описания внешности и изображения

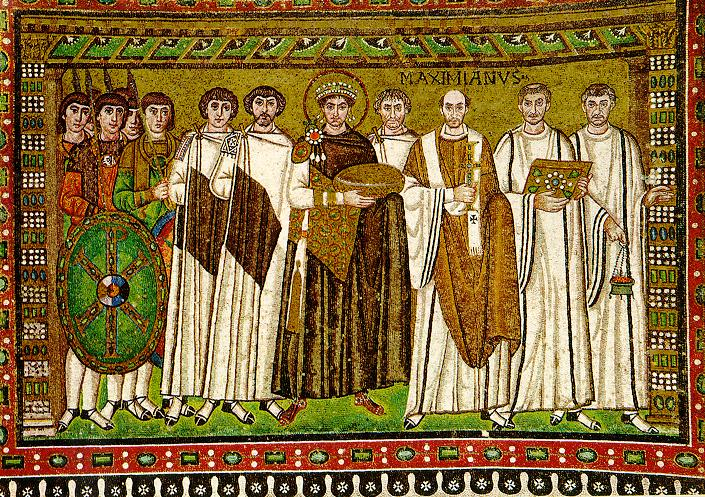
Император Юстиниан и придворные. Мозаика базилики Сан-Витале, Равенна). Нарсес — фигура, стоящая за левым плечом императора

Сведения о внешности Нарсеса нам оставил Агафий Миринейский: «Он был низкого роста, сухощав». Некоторые источники истолковывают слово «сухощав» как «хилый», однако тот факт, что будучи уже стариком 78 лет, он лично вёл за собой солдат и принимал участие в сражении, наталкивает на мысль, что Нарсес всё же обладал крепким здоровьем и был вполне силён физически.
Единственное из дошедших до нас прижизненных изображений Нарсеса, предположительно находится в базилике Сан-Витале на мозаике, изображающей Юстиниана со свитой. Вполне вероятно, что Нарсес — пожилой человек в сенаторском облачении за левым плечом императора. Несмотря на существование версий о том, что пожилым человеком могли бы быть и другие лица, версия о изображении Нарсеса, все же является более правдоподобной. Например, существует версия о том, что это банкир Юлиан Аргентарий, спонсировавший постройку церкви, однако он не мог претендовать на ктиторское изображение, поскольку заказчиком выступает сам Юстиниан. В пользу Нарсеса говорит и его высокое положение (к тому времени он уже был первым советником и правой рукой императора), и возраст, и описания внешности. Вероятнее всего, художники изобразили его во втором ряду с целью скрыть его не слишком привлекательную фигуру.
В музее Губбио хранится бюст, долгое время считавшийся изображением Нарсеса, однако было установлено, что он был выполнен в IV веке н. э. и к полководцу отношения иметь не может.

## Ранние годы
Первые упоминания о Нарсесе оставил Прокопий. После поражения Велизария при Калинике, Нарсес был отправлен императором на переговоры с армянской знатью, воевавшей на стороне персов. Юстиниан рассчитывал на то, что будучи армянином, Нарсес сможет уговорить своих соплеменников перейти на сторону византийцев, что он и сделал, лишив персов мощного армянского корпуса.
В 531 году он сумел занять пост главного казначея. С учётом того, что в ту эпоху Византия, в отличие от государств западной Европы, была централизованным государством, человек, являющийся главным казначеем, имел огромное влияние и официально занимал пост, равный по значимости военному министру и префекту претория.
В «Тайной истории» ярко описывается воровство других приближённых императора, в частности Трибониана. Однако о злоупотреблениях Нарсеса нет ни единого свидетельства.

## Восстание Ника
В 532 году во время скачек на Императорском ипподроме, произошло крупнейшее восстание в истории Византии и Константинополя, вошедшее в историю под названием Восстание Ника. Восставшие сначала потребовали отречения Юстиниана от престола, а после начались массовые беспорядки, в результате которых город был значительно разрушен. Юстиниан уже планировал побег, однако под влиянием Феодоры решил продолжить борьбу.
Нарсес также внёс свой огромный вклад в подавление бунта: именно он, рискуя жизнью, безоружный, в окружении нескольких слуг, пробрался в ложу венетов и сумел подкупить и завербовать на сторону императора большинство влиятельных сенаторов После встречи с Нарсесом сенаторы, скандируя «Justiniane Auguste, tu vincas!» (Юстиниан Август, ты побеждаешь!), покинули ипподром в сопровождении многих венетов, таким образом, восставшие лишились многих из своих предводителей.
Вскоре в город вошла небольшая часть армянского корпуса под командованием Иоанна Армянина, а чуть позже к ним присоединилась герульская пехота. После этого Юстиниан приказал вырезать остальных мятежников. Полководцы Велизарий, Иоанн Армянин и Мунд с отрядом верных войск вторглись в ипподром и учинили там жестокую резню. Нарсес же с небольшим отрядом взял ипподром в оцепление и добил тех, кто пытался бежать. Всего в ипподроме и его окрестностях погибло около 35 000 человек.
Подавление восстания Ника ознаменовало окончательное формирование ближайшего круга императора и императрицы, в который вошёл и Нарсес. В благодарность за верную службу Юстиниан повысил его до сенаторского звания верховного vir illustris, а в 538 году Нарсес получил высокий пост препозита священной опочивальни, своего рода первого советника императора. Таким образом, он стал одним из первых людей в империи и любимцем Юстиниана и Феодоры.

## Подавление беспорядков в Египте
В 535 году освободились одновременно престолы константинопольского и александрийского патриархов. Серия смещений патриархов привела к огромным разногласиям и распрям и сопровождалась ожесточёнными столкновениями на улицах Александрии, подавление которых поручила Нарсесу лично Феодора. Во главе 7-тысячной армии Нарсес несколько дней наводил в городе порядок и даже был вынужден сжечь часть Александрии.

## Военная карьера
В то же время Юстиниан начал амбициозный проект по завоеванию земель, ранее принадлежавших Западной Римской империи, который носил название Восстановления империи.
После успешного завоевания Вандальского королевства на севере Африки Велизарий был отправлен в Италию на завоевание Королевства остготов. Готская война оказалась самой ожесточённой из всех, что велись во времена царствования Юстиниана. Во время битвы с готами от тяжёлого ранения погиб любимец императора, полководец Мунд.
В 538 году Юстиниан назначил Нарсеса во главе 7-тысячной армии, посланной в помощь Велизарию. Армии встретились летом 538 года в Фирмуме, где и состоялся их первый военный совет. Несмотря на то, что Нарсесу был оказан тёплый прием, Велизарий всё же был обеспокоен тем, что евнух обладает равным с ним по значимости военным чином. Под давлением Нарсеса Велизарий пришёл на помощь полководцу Иоанну Кровавому, который оборонял город Римини, что впоследствии оказалось верным решением Как сообщает Прокопий, после этого случая полководцы начали относиться друг к другу с недоверием и действовали крайне несогласовано, результатом стала потеря Милана. Взяв город, готы учинили кровавую резню, жертвой которой стали около 300 000 человек.
Велизарий поспешил написать письмо императору, где в случившемся обвинил Нарсеса и потребовал его отставки. Юстиниан отозвал Нарсеса в Константинополь.

## 539—551 годы
По возвращении из Италии Нарсес ничуть не лишился милости императора и по-прежнему занимал пост имперского казначея и принимал участие во всех важных делах империи.
В эти годы начались набеги склавен и антов на Балканский полуостров. Когда-то в плен к склавенам попал ромейский военачальник по имени Хильбудий. Склавены продумали коварный план, выдав одного из своих за Хильбудия, чтобы тот проник во дворец и убил императора. Нарсес встретился с этим человеком и, поняв, что он не тот, за кого себя выдает, подверг того аресту и пыткам, под которыми лже-Хильбудий выдал свой замысел.
Юстиниан также отправил Нарсеса на переговоры с вождями племени герулов для рекрутирования герулских солдат в византийскую армию. Пользовавшийся большим уважением у варварских народов, Нарсес сумел выполнить и это поручение василевса. Перейдя на сторону ромеев, герулы разбили часть склавенских полчищ, несмотря на свою малую численность.
В эти же годы префект востока Иоанн Каппадокийский, также представленный Прокопием как человек в высшей степени коварный и бесчестный, начал плести козни против императрицы Феодоры, намереваясь лживыми слухами о её неверности Юстиниану побудить того отстранить василису от правления, что дало бы Иоанну неограниченное влияние.
В ответ Феодора послала к нему свою вернейшую сподвижницу Антонину, которая сумела убедить Иоанна начать заговор против самого императора. Когда все было готово, Нарсес при поддержке Марцелла (в будущем начальник императорской стражи) арестовал Иоанна, после чего префект был низложен и сослан. В благодарность за верную службу Нарсес по совету Феодоры был повышен до звания препозита священного дворца.

## Возвращение в Италию
Тем временем война с готами продолжалась под командованием Велизария, однако далеко не успешно. После отстранения Нарсеса многие из солдат воевавшие под его командованием отказались повиноваться другому командиру. Увеличил недоверие к Велизарию и тот факт, что некоторые города присягнули на верность ему, а не императору. В 550 году Юстиниан отозвал Велизария из Италии и заменил его своим двоюродным братом Германусом, который по дороге тяжело заболел и не был в состоянии командовать войсками.
Тем временем король готов Тотила второй раз взял Рим, а затем его флот начал грабить побережья Далмации.
На этот раз Нарсес получил пост командующего византийскими войсками в Готской войне, несмотря на свой 75-летний возраст. По разрешению императора он по своему усмотрению взял нужную сумму из казны и летом 551 года отправился в греческий город Салона, где сформировал войска для нового наступления. Собранная армия насчитывала около 20 тысяч воинов. Нарсес пользовался большим уважением среди солдат и всегда заботился об их благополучии. Как и прежде, большинство солдат, воевавших под его командованием, были из варварских племен. Среди них выделялись искусные лучники гунны, пехота в основном состояла из герулов и регулярных частей фракийцев и иллирийцев, важную роль играла и армянская конница. По мнению Прокопия армия, собранная Нарсесом, была достойна древнеримской.
Армия проделала долгий изнурительный путь до севера Италии, который занял более года из-за того, что Тотила контролировал проход через Адриатическое море. По указанию Нарсеса византийский флот во главе с Иоанном и Валерианом отплыл для решающего морского сражения с готским флотом. Битва состоялась осенью 551 года и получила название битвы при Сене Галльской, в котором византийцы сумели уничтожить вражеский флот и обеспечить войскам Нарсеса быстрое подкрепление с моря.
Ещё одной причиной медленного продвижения было и то, что дорогу преграждали военные формирования франков, союзников готов. По словам Прокопия, Нарсес был в тупиковом положении, однако на помощь прибыл его давний друг, полководец Иоанн Кровавый (племянник Виталиана). Он предложил Нарсесу идти по береговой линии, пока продовольствие будут подвозить следующие по морю корабли. Таким образом ромеи обошли все засады врага. Вскоре войска благополучно добрались до Равенны. Тем временем Тотила ошибочно ожидал их с моря.

## Битва при Тагинах (Буста-Галлорум)
Нарсес двинулся на юг, чтобы встретиться лицом к лицу с армией Тотилы. По пути произошли небольшие стычки с формированиями готов. Нарсес послал гонца к королю готов со словами: «Ну же, о высокородный, назначь какой либо день для битвы». Тотила ответил: «Мы вступим в бой в течение ближайших восьми дней». Естественно, Нарсес не поверил обещанию короля и тщательно укрепил свою боевую позицию.
Нарсес выбрал для боя местечко под названием Буста-Галорум вблизи поселения Тагины. Здесь ещё во времена Римской Республики римлянами была разбита огромная армия галлов (Буста-Галорум переводится как курган галлов).
Вскоре сюда прибыл и Тотила со своей армией численностью в 16 000 человек; к нему должны были примкнуть также 2000 готских всадников. Дабы оттянуть время, готский король 4 дня гарцевал на коне посреди войск. В то же время Нарсес верхом на коне вдохновлял своих воинов. Вскоре готы отступили, однако Нарсес, будучи человеком вполне разумным, легко понял в чём дело, и приказал своим воинам держать позиции.
Вскоре готы ринулись в бой, рассчитывая застать врага врасплох, однако благодаря мудрости Нарсеса ромеи оказались ещё лучше построенными, чем раньше. Последующая битва стала примером превосходной тактической победы Нарсеса, благодаря которой как полководец он стал цениться не меньше Велизария.

## Тактика
Одной из особенностей тактики Нарсеса стало необычное расположение войск. Подобно Ганнибалу он построил свои войска в форме полумесяца, края которого формировали лучники. В центре находились пешие воины, а по краям конница, тогда как в традиционном построении кавалерия стояла сзади, для помощи пехотинцам. Нарсес же расположил их таким образом, чтобы кавалеристы сумели организовать неожиданную атаку и в случае опасности также пришли на помощь пехоте.
Помимо всего прочего, Нарсес продумал и психологический аспект битвы. Тотила, долгое время воевавший с Велизарием, привык к лобовым атакам ромеев. Увидев, что те не атакуют как бывало, готский король решил, что Нарсес неуверен в себе и не устоит против его быстрой атаки. Нарсес же догадался, что готы ударят предположительно по слабому центру, что и случилось.
Войска Тотилы быстро двинулись вперед, теряя боевой порядок. Византийские лучники устроили мощный обстрел, который поразил многих готских пехотинцев и вызвал смятение среди наступавших. Многие из готов начали отступать, не доходя до позиций ромеев, при этом их беспорядочное бегство перекрыло путь для наступления союзной конницы. Вскоре Нарсес перешёл в стремительную атаку, которая принесла ему полную победу с минимальными потерями. В бою погиб и король готов Тотила, долгое время наводивший ужас на византийцев.

## Взятие Рима
После победы при Буста-Галлорум началась осада Рима. Осада продлилась недолго, с учётом малочисленности готского гарнизона и того, что население в целом поддерживало византийского полководца. С помощью огромного количества лучников и осадной техники Нарсес ударил по главным воротам города, в то же время Иоанн нанес удар по другой части. Вскоре Рим был взят, а Нарсес и его войско были торжественно встречены жителями «вечного города».
Следующим шагом стало взятие казны Тотилы в Кумах. Крепость, по описаниям Прокопия и Агафия, была почти неприступной. Тейя, новый король остготов, собрал остатки армии, чтобы снять осаду. Однако Нарсес организовал засаду около Молочной горы в Кампании.

## Битва при Молочной горе

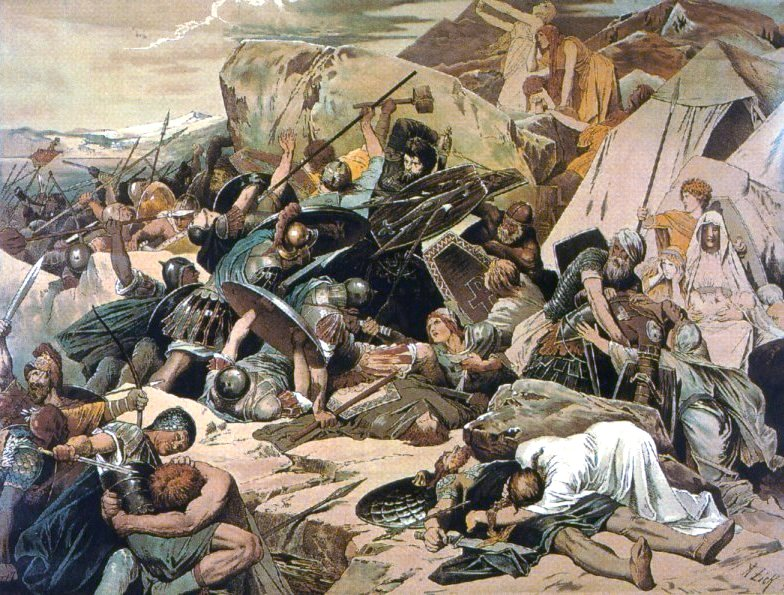
А. Цик. Битва при Молочной горе

Голод заставил готов вступить в бой. Спустившись с горы пешими, они напали на армию Нарсеса, которая по неизвестной историкам причине также сражалась пешей.
Тейя ударил по главному флангу византийцев и сражался храбро. В одном из описаний той битвы говорится, что град стрел, летевших в него, был настолько силён, что Тейя периодически менял щит. Во время того, как он, отдав свой щит оруженосцу, ждал получения другого, в него попала стрела. Таким образом последний готский король погиб. Один из воинов Нарсеса отрезал голову Тейи и демонстративно пробежал вдоль готских воинов, показывая им, что их король мёртв. Однако готы продолжили борьбу и на следующий день сдались только после обещания Нарсеса оставить их живыми, если те присягнут на верность империи.
Эта битва стала ещё одной блестящей победой Нарсеса, а также концом Остготского королевства. Нарсес сумел отомстить готам за долгие годы кровопролитных войн и падения Рима, с чем не справились его предшественники Мунд и Велизарий.

## Продолжение войны
Несмотря на то, что Остготское королевство перестало существовать, сами готы не перестали представлять опасности, часть из них молила короля франков выступить войной против римлян, что позже и случилось. Другая же часть готов засела во многих городах Италии. Нарсесу пришлось раз за разом осаждать непокорные города и крепости.
Агафий оставил несколько свидетельств этих осад. Например во время взятия города Лукка, Нарсес предпринял следующее: он приказал привязать к спинам пленных лукканцев доски и нанести мнимые удары по ним, а пленным приказал падать и притворяться мертвыми. Приказ Нарсеса был выполнен, и когда лукканцы, поверив в это зрелище, начали проклинать полководца, тот ответил, что сумеет их воскресить, если защитники сдадут ему город. После полученного обещания Нарсес хлопнул в ладоши и пленные «воскресли». Однако стоило Нарсесу покинуть город, как обманутые лукканцы вновь восстали. Тогда верные Нарсесу жители Лукки сумели уговорить защитников города предпринимать невыгодные для них же самих вылазки, и вскоре силы непокорных горожан иссякли, таким образом город окончательно подчинился римлянам. Несмотря на вероломство лукканцев, однажды подчинившихся ему и затем восставших против него, Нарсес всячески запретил своим войскам бесчинствовать в покорённом городе.
Другим интересным эпизодом той войны может послужить вторая осада Кум. Крепость возвышалась на скале, и атаки Нарсеса были безрезультатны. Тогда полководец прознал про пещеру на склоне и приказал войскам немедленно начать подкоп. Пока шли работы, войска предприняли несколько мнимых атак, дабы скрыть звуки, издаваемые трудящимися в пещере. После того, как рухнула стена, войска пошли в стремительную атаку. В первый день боя значительная часть готов погибла, однако, узнав о нашествии франков, Нарсес всё же оставил осаду. Но вскоре комендант Кум, брат Тейи, гот по имени Алигерн, поняв, что франки пришли в Италию лишь ради грабежа, сам настоял на переговорах и добровольно сдал крепость и сокровища готских царей, предложив Нарсесу свои услуги в борьбе с франками.

## Начало войны с франками и алеманнами
Тем временем с севера начали подходить союзники готов франки и алеманны под командованием вождей Леутария и Бучинилия с целью покорить всю Италию.
Нарсес оказался в затруднительном положении: в его расположении было около 18 тыс. солдат, тогда как враги привели с собой более 50 тыс. В открытом бою Нарсес не сумел бы их победить, поэтому он принял единственное верное решение: впустить врага в Италию и ждать момента, когда те начнут действовать раздельно. Как сообщает папа Либерий: «Они [франки] начали безбожно грабить Италию, но, благодаря милости Господа, также были остановлены Нарсесом. И жители Италии были счастливы».
Агафий приводит случай, когда Нарсес, зимуя в Равенне, был вынужден наблюдать сцену грабежа деревни, располагавшейся вблизи от стен города, и, не выдержав собрал войска, и устремился в атаку на 4 тыс. франков, имея за собой лишь 900 воинов, владеющих оружием. Франки быстро собрались в строй, не дав захватить себя врасплох, однако Нарсес затрубил мнимое отступление, и франки, радуясь при мысли, что захватят полководца и положат конец войне, ринулись вперёд, забыв о боевом порядке. Тогда византийцы развернулись и нанесли противнику столь тяжкое поражение, что оставшиеся в живых 1 тыс. франков беспорядочно бежали в леса.
Тем временем удобный момент для нападения настал. Франки, наконец, разделились, и вождь Лаутарий решил увезти домой награбленное. Тогда прибывший на подмогу Нарсесу из Сицилии армянин Артабан, сопровождаемый гунном Улдахом, устроил вражескому вождю засаду у городка Пизавр, сумев разбить и обратить в бегство 15 тыс. франков, не дав им увезти награбленные сокровища.

## Победа над франками у реки Вольтурна
Наконец, настало время и для генерального сражения. Армии сошлись в октябре 554 года у поселения Касилинум близ реки Волтурна (эта битва носит также название «сражение при Касилине»). Несмотря на то, что франки понесли некоторые потери, всё же их численность превышала армию Нарсеса чуть ли не в два раза. По описанию Агафия, у франков конница почти отсутствовала, а пехотинцы были в основном вооружены тяжёлым топором и лёгкой кольчугой. Многие из франков и вовсе сражались без брони.
После того как разведчики сообщили местонахождение вражеского лагеря, Нарсес послал конный отряд во главе со своим помощником армянским офицером Чарангезом с целью захватить вражеский обоз. В результате Чарангез не только захватил все повозки, но и поджёг одну из них и пустил вниз по холму. Повозка ударилась и сожгла франкскую башню, защищавшую мост. После этого инцидента раздражённые франки начали готовиться к бою.
На этот раз Нарсес также учёл особенности врага, с которым предстояло сражение. В центре оказалась тяжёлая пехота, кавалерия же по сравнению с расположением в предыдущих битвах была немного смещена вбок. Командование левым крылом было поручено Артабану, который сумел отлично замаскировать часть своих войск под лесистую местность.
Бой начался стремительной атакой франков на позицию герульской тяжёлой пехоты, которая, нарушив дисциплину, понесла некоторые потери. Дабы исправить положение, Нарсес приказал конным лучникам открыть огонь на поражение, в результате которого плохо защищенные франки понесли потери и начали отступать. Вскоре герулы снова воспряли духом, и византийцы перешли в решительное наступление, окончательно сломившее врага. Как сообщает Агафий, только пяти франкам удалось спастись бегством, тогда как Нарсес потерял всего 800 солдат.
Позже с севера пришла благая весть о том, что сбежавшие после засады Артабана франкские воины все до одного погибли от мора. Таким образом война с франками окончилась, однако часть их продолжала представлять опасность, засев в Вероне и Бриче, которые покорились византийцам лишь в 562 году.

## Последующие годы
Следующие 12 лет после победы над франками Нарсес провел в Италии в качестве её экзарха. Юстиниан отправил ему сборник декретов под названием «Прагматические санкции». За эти годы было восстановлено много городов, дорог и мостов, в частности в Риме и его окрестностях. Также вдоль Альп была установлена сеть защитных фортов.
14 ноября 565 года умер покровитель Нарсеса император Юстиниан. Его племянник Юстин II ценил Нарсеса гораздо меньше. В 568 году жена нового императора София послала Нарсесу прялку, оскорбительно намекая на то, что тот слишком стар, и ему пора возвращаться в столицу для занятия пряжей. Девяностолетний Нарсес лишь ответил императрице: «В жизни своей ты не увидишь моего унижения!». Оставив пост экзарха, он ослушался императора, отправившись вместо Константинополя в своё поместье вблизи Неаполя, где и провёл остаток жизни. Иногда он по просьбе папы Иоанна III посещал Рим, где папа с уважением принимал престарелого полководца и внимал его советам.
По одной из версий из мести к Юстину II Нарсес призвал в Италию лангобардов, с нашествием которых не сумели справиться последующие военачальники и экзархи нового императора.
Нарсес скончался в возрасте 95 лет в своем имении. Как сообщает историк Павел Диакон, несмотря на сложные отношения между ним и Юстином, новый император со всеми почестями перезахоронил полководца в Константинополе в построенной для него церкви.
Тот же Павел Диакон пишет, что Нарсес завещал растратить своё состояние лишь в целях благотворительности. Сокровища полководца были обнаружены императором Тиберием II, который честно выполнил волю Нарсеса.

## В культуре
- Нарсес является персонажем книги Феликса Дана «Битва за Рим» (1876) и её экранизации (1968—1969, в роли Нарсеса — Майкл Данн).